# Fällbach
Fällbach ist die Bezeichnung für eine Häusergruppe in Breitenbrunn/Erzgeb. im Erzgebirgskreis in Sachsen. Sie war bis 2005 Ortsteil der einst selbständigen Gemeinde Erlabrunn/Erzgeb. und wurde mit dieser nach Breitenbrunn eingemeindet.

## Geografische Lage
Fällbach liegt unterhalb des knapp 844 m hohen Fällberges in einer Höhe von ca. 700 m zwischen Sosa und Steinheidel im westlichen Erzgebirge. Der Name der Häusergruppe leitet sich vom Namen des Fällbachs ab, der ausschließlich an dieser Stelle bewohntes Gebiet durchfließt und oberhalb von Antonsthal ins Schwarzwasser mündet.

## Geschichte
Die Siedlung geht zurück auf den Bergbau, der insbesondere als Zinn-Seifenbergbau bis zum Beginn des 16. Jahrhunderts urkundlich nachweisbar ist.
Vor 1945 gab es zwei Pensionen in Fällbach, darunter die Fällbachhütte. Hier wirkte der Mundartdichter Kanut Schäfer als Landwirt und Betreiber der Pension bis zum Zweiten Weltkrieg.
Am 18./19. April 1945 wurden unweit des Fällbacher Kreuzes sieben Häftlinge des Außenlagers Berga/Elster des KZ Buchenwald von den Wachmannschaften erschossen. Die Häftlinge befanden sich auf dem Todesmarsch nach Theresienstadt und Manetin bei Pilsen. Ein Massengrab erinnert an die Erschossenen.